# Wereldkampioenschap voetbal 2014 (kwartfinale) Argentinië - België
Dit artikel gaat over de  kwartfinale tussen Argentinië en België die gespeeld wordt op zaterdag 5 juli 2014 tijdens het wereldkampioenschap voetbal 2014. Later op dezelfde dag wordt de wedstrijd Nederland – Costa Rica gespeeld.

## Voorafgaand aan de wedstrijd
- Argentinië staat bij aanvang van het toernooi op de vijfde plaats van de FIFA-wereldranglijst. Argentinië stond tussen oktober 2007 en juni 2008 op de eerste positie, maar daalde de daaropvolgende maanden sterk. Het land kwam uiteindelijk in februari 2012 op de elfde positie, waarna Argentinië begon te stijgen tot zijn huidige plaats. Sinds begin van 2014 daalde het land twee posities.[1] Eén ander bij de CONMEBOL aangesloten land wist in juni 2014 op de ranglijst een betere positie te bemachtigen; dat was Brazilië.
- Argentinië speelde in de groepsfase in groep F drie wedstrijden, die het allemaal winnend afsloot. De eerste wedstrijd tegen Bosnië en Herzegovina won Argentinië met 2-1, de tweede wedstrijd tegen Iran won het land met 1-0 en laatste wedstrijd tegen Nigeria werd met 2-3 door Argentinië gewonnen. Daarna ging Argentinië door naar de achtste finales waarin ze met 1-0 van Zwitserland wonnen.
- België staat bij aanvang van het toernooi op de elfde plaats van de FIFA-wereldranglijst. België bevindt zich sinds halverwege 2007 – toen het op de 71e plaats stond, wat het dieptepunt voor België was – in een stijgingsperiode. In oktober 2013 bereikte België met de vijfde positie zijn hoogtepunt. Sindsdien is het land zes posities gedaald. De positie van België was in juni 2014 gelijk aan die van begin 2014.[2] Zes andere bij de UEFA aangesloten landen wisten in juni 2014 een betere positie op de ranglijst te bemachtigen; dat waren Engeland, Italië, Zwitserland, Portugal, Duitsland en nummer één Spanje.
- België speelde in de groepsfase in groep H drie wedstrijden, die het allemaal winnend afsloot. De eerste wedstrijd tegen Algerije won België met 2-1, de tweede wedstrijd tegen Rusland won het land met 1-0 en laatste wedstrijd tegen Zuid-Korea werd met 0-1 door België gewonnen. Daarna ging het land door naar de achtste finales, waarin België tegen de VS won met 2-1.
- Deze landen speelden 4 keer eerder tegen elkaar, waarvan een WK-eindronde wedstrijd op 25 juni 1986 zich het recentst heeft plaatsgevonden. Die wedstrijd werd met 2-0 gewonnen door Argentinië. In totaal won Argentinië drie van de 4 interlands, België één en werden er geen gelijkgespeeld. In totaal wist Argentinië 10 keer in het doel van de Belgen te scoren; andersom gebeurde dat vier keer.[3]

## Wedstrijdgegevens
| Datum                | 5 juli 2014                            | 5 juli 2014                            |
| Wedstrijdnummer      | 60                                     | 60                                     |
| Stadion              | Estádio Nacional de Brasília, Brasilia | Estádio Nacional de Brasília, Brasilia |
| Toeschouwers         | 68.551                                 | 68.551                                 |
| Scheidsrechter       | Nicola Rizzoli                         | Nicola Rizzoli                         |
| Assistenten          | Renato Faverani Andrea Stefani         | Renato Faverani Andrea Stefani         |
| Vierde official      | Ben Williams                           | Ben Williams                           |
| Man van de wedstrijd | Gonzalo Higuaín                        | Gonzalo Higuaín                        |
|                      | Argentinië                             | België                                 |
| Doelpunten           | 1                                      | 0                                      |
| Gele kaarten         | 1                                      | 2                                      |
| Rode kaarten         | 0                                      | 0                                      |
| Wissels              | 3                                      | 3                                      |
| Schoten op doel      | 7                                      | 4                                      |
| Schoten naast doel   | 3                                      | 6                                      |
| Overtredingen        | 10                                     | 15                                     |
| Hoekschoppen         | 3                                      | 4                                      |
| Buitenspel           | 1                                      | 5                                      |
| Balbezit (%)         | 49                                     | 51                                     |

| Argentinië | 1 – 0           | België |
| Gonzalo Higuaín (Ángel Di María) 8' | goals (assists) | |
| Alejandro Sabella | bondscoach      | Marc Wilmots |
| Sergio Romero Ezequiel Garay Martín Demichelis José María Basanta Pablo Zabaleta Lucas Biglia Ángel Di María 33' Javier Mascherano Gonzalo Higuaín 81' Lionel Messi Ezequiel Lavezzi 71' | opstellingen    | Thibaut Courtois Toby Alderweireld Vincent Kompany Jan Vertonghen Daniel Van Buyten Axel Witsel Kevin De Bruyne Marouane Fellaini 75' Eden Hazard 60' Kevin Mirallas 59' Divock Origi |
| Enzo Pérez 33' Rodrigo Palacio 71' Fernando Gago 81' | wissels         | 59' Romelu Lukaku 60' Dries Mertens 75' Nacer Chadli |
| Lucas Biglia 75' | gele kaarten    | 53' Eden Hazard 68' Toby Alderweireld |
| | rode kaarten    | |

## Wedstrijden
| Groepswedstrijden      |                       |                         |                       |                         |                        |                        |                         |
| Groep A                | Groep B               | Groep C                 | Groep D               | Groep E                 | Groep F                | Groep G                | Groep H                 |
| Brazilië – Kroatië     | Spanje – Nederland    | Colombia - Griekenland  | Uruguay – Costa Rica  | Zwitserland – Ecuador   | Argentinië – Bosnië    | Duitsland – Portugal   | België – Algerije       |
| Mexico – Kameroen      | Chili – Australië     | Ivoorkust – Japan       | Engeland – Italië     | Frankrijk – Honduras    | Iran – Nigeria         | Ghana – U.S.A.         | Rusland – Zuid-Korea    |
| Kameroen – Kroatië     | Australië – Nederland | Japan – Griekenland     | Italië – Costa Rica   | Honduras – Ecuador      | Nigeria – Bosnië       | U.S.A. – Portugal      | Zuid-Korea – Algerije   |
| Brazilië – Mexico      | Spanje – Chili        | Colombia – Ivoorkust    | Uruguay – Engeland    | Zwitserland – Frankrijk | Argentinië – Iran      | Duitsland – Ghana      | België – Rusland        |
| Kameroen – Brazilië    | Australië – Spanje    | Japan – Colombia        | Italië – Uruguay      | Honduras – Zwitserland  | Nigeria – Argentinië   | U.S.A. – Duitsland     | Zuid-Korea – België     |
| Kroatië – Mexico       | Nederland – Chili     | Griekenland – Ivoorkust | Costa Rica – Engeland | Ecuador – Frankrijk     | Bosnië – Iran          | Portugal – Ghana       | Algerije – Rusland      |
| Achtste finales        |                       |                         |                       |                         |                        |                        |                         |
| Brazilië Chili         | Colombia Uruguay      | Frankrijk Nigeria       | Duitsland Algerije    | Nederland Mexico        | Costa Rica Griekenland | Argentinië Zwitserland | België Verenigde Staten |
| Kwartfinales           |                       |                         |                       |                         |                        |                        |                         |
| Brazilië – Colombia    | Brazilië – Colombia   | Frankrijk – Duitsland   | Frankrijk – Duitsland | Nederland – Costa Rica  | Nederland – Costa Rica | Argentinië – België    | Argentinië – België     |
| Halve finales          |                       |                         |                       |                         |                        |                        |                         |
| Brazilië – Duitsland   | Brazilië – Duitsland  | Brazilië – Duitsland    | Brazilië – Duitsland  | Nederland – Argentinië  | Nederland – Argentinië | Nederland – Argentinië | Nederland – Argentinië  |
| Troostfinale           |                       |                         |                       |                         |                        |                        |                         |
| Brazilië – Nederland   |                       |                         |                       |                         |                        |                        |                         |
| Finale                 |                       |                         |                       |                         |                        |                        |                         |
| Duitsland – Argentinië |                       |                         |                       |                         |                        |                        |                         |

AUF · A-internationals · Selecties · Bondscoaches · Argentijns vrouwenelftal · Olympisch elftal · Argentinië U21 · Argentinië U20 · Argentinië U19 · Argentinië U18 · Argentinië U17
1900 – 1909 ·
1910 – 1919 ·
1920 – 1929 ·
1930 – 1939 ·
1940 – 1949 ·
1950 – 1959 ·
1960 – 1969 ·
1970 – 1979 ·
1980 – 1989 ·
1990 – 1999 ·
2000 – 2009 ·
2010 – 2019 ·
2020 − 2029
WK 1930 · 
WK 1934 · 
WK 1958 · 
WK 1962 · 
WK 1966 · 
WK 1974 · 
WK 1978 · 
WK 1982 · 
WK 1986 · 
WK 1990 · 
WK 1994 · 
WK 1998 · 
WK 2002 · 
WK 2006 · 
WK 2010 · 
WK 2014 · 
WK 2018 ·
WK 2022
OS 1928 · 
OS 1988 · 
OS 1996 · 
OS 2004 · 
OS 2008 · 
OS 2016 · 
OS 2020
1902 · 
1903 · 
1904 · 
1905 · 
1906 · 
1907 · 
1908 · 
1909 ·
1910 · 
1911 · 
1912 · 
1913 · 
1914 · 
1915 · 
1916 · 
1917 · 
1918 · 
1919 ·
1920 · 
1921 · 
1922 · 
1923 · 
1924 · 
1925 · 
1926 · 
1927 · 
1928 · 
1929 ·
1930 · 
1931 · 
1932 · 
1933 · 
1934 · 
1935 · 
1936 · 
1937 · 
1938 · 
1939 ·
1940 · 
1941 · 
1942 · 
1943 · 
1944 · 
1945 · 
1946 · 
1947 · 
1948 · 1949 · 
1950 · 
1951 · 
1952 · 
1953 · 
1954 · 
1955 · 
1956 · 
1957 · 
1958 · 
1959 ·
1960 · 
1961 · 
1962 · 
1963 · 
1964 · 
1965 · 
1966 · 
1967 · 
1968 · 
1969 ·
1970 · 
1971 · 
1972 · 
1973 · 
1974 · 
1975 · 
1976 · 
1977 · 
1978 · 
1979 ·
1980 · 
1981 · 
1982 · 
1983 · 
1984 · 
1985 · 
1986 · 
1987 · 
1988 · 
1989 ·
1990 ·
1991 · 
1992 · 
1993 · 
1994 · 
1995 · 
1996 · 
1997 · 
1998 · 
1999 · 
2000 · 
2001 · 
2002 · 
2003 · 
2004 · 
2005 · 
2006 · 
2007 · 
2008 · 
2009 · 
2010 · 
2011 · 
2012 · 
2013 · 
2014 ·
2015 ·
2016 ·
2017 ·
2018 ·
2019 ·
2020 ·
2021 ·
2022 ·
2023
Albanië ·
Algerije ·
Angola ·
Australië ·
België ·
Bolivia ·
Bosnië en Herzegovina · 
Brazilië ·
Bulgarije ·
Canada ·
Chili ·
China ·
Colombia ·
Costa Rica · 
Curaçao ·
Denemarken ·
DDR ·
Duitsland ·
Ecuador ·
Egypte ·
El Salvador ·
Engeland ·
Estland ·
Frankrijk ·
Ghana ·
Griekenland ·
Guatemala ·
Haïti ·
Honduras ·
Hongarije ·
Hongkong ·
Ierland ·
IJsland ·
India ·
Indonesië ·
Irak ·
Iran ·
Israël ·
Italië ·
Ivoorkust ·
Jamaica ·
Japan ·
Joegoslavië ·
Kameroen ·
Kroatië ·
Libië ·
Litouwen · 
Marokko ·
Mexico ·
Nederland ·
Nicaragua ·
Nigeria ·
Noord-Ierland ·
Noorwegen ·
Oostenrijk ·
Panama ·
Paraguay ·
Peru ·
Polen ·
Portugal · 
Qatar ·
Roemenië ·
Rusland · 
Saoedi-Arabië · 
Schotland ·
Servië en Montenegro ·
Singapore ·
Slovenië ·
Slowakije ·
Sovjet-Unie ·
Spanje ·
Trinidad en Tobago ·
Tsjecho-Slowakije ·
Tunesië ·
Uruguay ·
Venezuela ·
Verenigde Arabische Emiraten ·
Verenigde Staten ·
Wales ·
Wit-Rusland · 
Zuid-Afrika ·
Zuid-Korea ·
Zweden ·
Zwitserland
Australië (2022) ·
België (2014) ·
Bosnië en Herzegovina (2014) ·
Brazilië (1982) ·
Brazilië (2005) ·
Denemarken (1995) ·
Duitsland (2006) ·
Duitsland (2014) ·
Frankrijk (2018) ·
Frankrijk (2022) ·
IJsland (2018) ·
Iran (2014) ·
Italië (1982) ·
Ivoorkust (2006) ·
Kroatië (2018) ·
Kroatië (2022) ·
Mexico (2006) ·
Nederland (1978) ·
Nederland (2006) ·
Nederland (2014) ·
Nederland (2022) ·
Nigeria (2010) ·
Nigeria (2014) ·
Nigeria (2018) ·
Saoedi-Arabië (1992) ·
Saoedi-Arabië (2022) · 
Servië en Montenegro (2006) ·
West-Duitsland (1986) · West-Duitsland (1990) ·
Zwitserland (2014)
KBVB · A-internationals · Selecties · Statistieken · Bondscoaches · Belgisch vrouwenelftal · Olympisch elftal · België U21 · België U20 · België U19 · België U18 · België U17 · België U16 · Vrouwen U19 · Vrouwen U17
Albanië ·
Algerije ·
Andorra ·
Argentinië ·
Armenië ·
Australië ·
Azerbeidzjan ·
Bosnië en Herzegovina · 
Brazilië ·
Bulgarije ·
Burkina Faso ·
Canada ·
Chili ·
Colombia ·
Costa Rica ·
Cyprus ·
DDR ·
Denemarken ·
Duitsland ·
Egypte ·
El Salvador ·
Engeland ·
Estland ·
Faeröer ·
Finland ·
Frankrijk ·
Gabon ·
Gibraltar ·
Griekenland ·
Hongarije ·
Ierland ·
IJsland ·
Irak ·
Israël ·
Italië ·
Ivoorkust ·
Japan ·
Joegoslavië ·
Kazachstan ·
Kroatië · 
Letland ·
Litouwen ·
Luxemburg ·
Malta ·
Marokko ·
Mexico ·
Montenegro · 
Nederland ·
Noord-Ierland ·
Noord-Macedonië ·
Noorwegen ·
Oekraïne ·
Oostenrijk ·
Panama · 
Paraguay ·
Peru ·
Polen ·
Portugal ·
Qatar ·
Roemenië ·
Rusland ·
San Marino ·
Saoedi-Arabië ·
Schotland ·
Servië ·
Servië en Montenegro ·
Slovenië ·
Slowakije ·
Sovjet-Unie ·
Spanje ·
Tsjechië ·
Tsjecho-Slowakije ·
Tunesië · 
Turkije · 
Uruguay · 
Verenigde Staten · 
Wales · 
Wit-Rusland ·
Zambia · 
Zuid-Korea · 
Zweden · 
Zwitserland
Algerije (2014) ·
Argentinië (2014) · 
Brazilië (2018) · 
Canada (2022) · 
Denemarken (2021) · 
Engeland (2018, 1) · 
Engeland (2018, 2) · 
Finland (2021) · 
Frankrijk (1904) ·
Frankrijk (2018) · 
Ierland (2016) · 
Italië (2016) · 
Italië (2021) · 
Japan (2018) · 
Kroatië (2022) · 
Marokko (2022) · 
Nederland (1985) · 
Panama (2018) ·
Polen (1982) · 
Portugal (2021) · 
Rusland (2014) · 
Rusland (2021) · 
Sovjet-Unie (1982) · 
Tunesië (2018) · 
Verenigde Staten (2014) ·
West-Duitsland (1980) · 
Zuid-Korea (2014)